# Tasa de cancelación de clientes
La tasa de cancelación o abandono habitualmente utilizado en el ámbito de clientes (en inglés churn rate o attrition rate) en este ámbito es un término empresarial que hace referencia a la migración, rotación o cancelación de clientes. También puede referirse al movimiento de mercancías. 
En su sentido más amplio, tasa de cancelación de clientes es una forma de medir el número de personas (u objetos) que empiezan o dejan de pagar a lo largo de un período específico de tiempo.
Para realizar el cálculo de este parámetro, se divide la cantidad de clientes que se han perdido durante un periodo de tiempo determinado, entre la cantidad de clientes existentes al comienzo de ese periodo multiplicado por 100 y se obtiene el porcentaje correspondiente.